# Eddie Wasserman
Edward J. „Eddie“ Wasserman (* 5. März 1923 in Smackover, Arkansas; † 25. Mai 1992 in Tenafly, Bergen County, New Jersey) war ein US-amerikanischer Jazz-Saxophonist (vorwiegend Tenor, aber auch Alt, Bariton), Klarinettist (auch Bass-Klarinette) und Flötist des Swing und Modern Jazz.

## Leben
Er studierte nach Wehrdienst im Zweiten Weltkrieg bis 1948 an der Juilliard School und erhielt einen Master-Abschluss als Lehrer an der Columbia University. Danach war er unter anderem in den Bands von Benny Goodman, Artie Shaw, Charlie Barnet, Buddy DeFranco, Charlie Spivak, Stan Kenton, Chico O’Farrill, Louis Bellson und bei Gene Krupa (1957), mit dem er in Europa tourte. In den 1950er Jahren lebte er in Carmel-by-the-Sea (Kalifornien) mit seiner Mutter und spielte mit lokalen Musikern (Ernie Stock, Claude Gilroy, Ernie Sheriff, Jack Mathis) und auch mit dem Carmel Bach Festival Chorus. Er war 1959 mit Jazz at the Philharmonic auf Tour und ab 1960 in der Band von Gerry Mulligan. Er tourte auch in Lateinamerika mit Noro Morales und spielte im Orchester mehrerer Broadway-Musicals. In den letzten 20 Jahren seines Lebens lebte er in New Jersey, wo er als Lehrer an der High School arbeitete. Er gab auch Sommerschulen am Center of the Performing Arts of New York und der New York University.
Er nahm unter anderem mit Stan Kenton, Louie Bellson, Gene Krupa, George Williams, Elliot Lawrence (Swinging at the Steel Pier, Fantasy 1956), Lena Horne, Jimmy Giuffre (The Music Man, Atlantic 1959), Bob Brookmeyer (1956) und Tony Scott (im Septett, RCA 1956) auf.
Tom Lord verzeichnet in seiner Jazz-Diskographie 125 Aufnahmen von 1948 bis 1981. Er war verheiratet und hatte einen Sohn und eine Tochter.